# Regla de los nueves de Wallace
La regla de los nueves de Wallace, ideada por Pulaski y Tennison en 1947 y publicado por Wallace en 1951, es una herramienta útil en el tratamiento de quemaduras para la estimación de la superficie corporal total afectada en los adultos.

## La regla
Se divide la superficie corporal total (100 %) en secciones a las cuales se les asigna un valor en porcentaje, así:
| Parte del cuerpo            | % SCT | Subdivisión                     |
| --------------------------- | ----- | ------------------------------- |
| Cabeza                      | 9 %   | 4,5 % Anterior 4,5 % Posterior  |
| Tronco anterior             | 18 %  | 9 % Tórax 9 % Abdomen           |
| Tronco Posterior            | 18 %  |                                 |
| Miembro superior derecho    | 9 %   | 4,5 % Anterior 4,5 % Posterior  |
| Miembro superior izquierdo  | 9 %   | 4,5 % Anterior 4,5 % Posterior  |
| Miembro inferior derecho    | 18 %  | 9 % Anterior 9 % Posterior      |
| Miembro inferior izquierdo  | 18 %  | 9 % Anterior 9 % Posterior      |
| Ingles y genitales externos | 1 %   | 1 % Ingles y genitales externos |
| TOTAL                       | 100 % | 100 %                           |

## Utilidad
Esto permite que el proveedor de servicios médicos de emergencia pueda obtener una estimación rápida de la cantidad de área de superficie corporal quemada. Por ejemplo, si toda la espalda de un paciente (18 %) y toda la pierna izquierda (18 %) se queman, el 36 % de SCT del paciente estará afectada. Cabe señalar, sin embargo, que los SCT asignados a cada parte del cuerpo se refieren a la totalidad de la parte del cuerpo. Así, por ejemplo, si la mitad de la pierna izquierda de un paciente fueron quemados, se le asignaría un valor de 9 % (la mitad de la superficie total de la pierna). Por lo tanto, si la totalidad de la espalda de un paciente (18 %), pero solo la mitad de su pierna izquierda (9 %) fue quemado, la superficie afectada sería 27 %.

## Precisión
Algunos estudios han expresado su preocupación por la precisión de la regla en pacientes obesos, señalando que "la contribución proporcional de los distintos segmentos principales del cuerpo y la totalidad de los cambios del área de superficie corporal con la obesidad. Según un estudio, la precisión de la regla sea "razonable" para pacientes con un peso de hasta 80 kg, pero propuso una nueva "regla de los cinco" para los pacientes mayores que el peso:
- 5 % para cada brazo
- 20 % para cada pierna
- 50 % para el tronco, y
- 2 % para la cabeza.

Otros estudios han encontrado que la regla de los nueves tiende a sobrestimar la zona de combustión total, y que las calificaciones pueden ser subjetivas, pero que se puede realizar de forma rápida y sencilla, proporcionando estimaciones razonables para el manejo inicial del paciente quemado.
La regla de los nueves fue diseñada para pacientes adultos. Es imprecisa en niños pequeños debido a sus cabezas son proporcionalmente más grandes y tienen menor masa en las piernas y los muslos, aunque un estudio se encontró que era útil para pacientes pequeños de hasta 10 kg. Para tener en cuenta las diferencias proporcionales de los niños, fue propuesta la "regla de los nueve para los niños", como se muestra a continuaciónː
- 18 % para la cabeza
- 13,5 % para cada pierna
- el resto los mismos porcentajes usados en un adulto.[7]